# Pseudocavonus antennalis
Pseudocavonus antennalis är en skalbaggsart som beskrevs av Blackburn 1890. Pseudocavonus antennalis ingår i släktet Pseudocavonus och familjen Dynastidae. Inga underarter finns listade i Catalogue of Life.